# Třída Polar
Třída Polar je třída těžkých ledoborců Pobřežní stráže Spojených států. V letech 1976–1978 byly do služby zařazeny dvě jednotky této třídy, které patří k nejsilnějším ledoborcům na světě s konvenčním (nejaderným) pohonem.
Tato plavidla, přímo navržená pro působení na otevřeném moři, mají zesílený trup, speciální příď a systém, který umožňuje rychlý přesun balastu pro efektivnější rozbíjení ledu. Lodě se podílejí na arktickém i antarktickém výzkumu, působí také jako hlavními plavidla pro údržbu průlivu ke stanici McMurdo. Jejich domovským přístavem je Seattle.

## Seznam jednotek
- USCGC Polar Star (WAGB-10) (ve službě od 1976, v letech 2006–2013 odstaven)
- USCGC Polar Sea (WAGB-11) (ve službě od 1978, od 2010 odstaven)